# Eria tennicaulis
Eria tennicaulis là một loài thực vật có hoa trong họ Lan. Loài này được S.C. Chen & Z.H. Tsi mô tả khoa học đầu tiên năm 1995.